# Sclerophrys pantherina
Sclerophrys pantherina – gatunek afrykańskiego płaza bezogonowego z rodziny ropuchowatych (Bufonidae).

## Taksonomia
Gatunek był w przeszłości zaliczany do rodzaju Bufo. W 2006 roku Frost i inni przenieśli go do rodzaju Amietophrynus. Ohler i Dubois w 2016 roku wykazali, że nazwa Amietophrynus jest młodszym synonimem nazwy Sclerophrys.

## Występowanie
Płaz ten występuje tylko w okolicy wybrzeża w Prowincji Przylądkowej Zachodniej w Południowej Afryce, od Półwyspu Przylądkowego na wschód do wysuniętych najdalej na zachód obszarów Parku Narodowego Przylądka Igielnego.
Zwierzę bytuje w regionach nadmorskich na terenach podmokłych. W sąsiedztwie zbiorników wodnych zapuszcza się też na tereny zmienione przez człowieka, spotyka się je np. w podmiejskich ogrodach czy na polach uprawnych.

## Rozmnażanie
Przebiega w wodzie, przy czym płaz wykorzystuje i stałe, i tymczasowe zbiorniki. Preferuje jednak miejsca o roślinności unoszącej się na wodzie.

## Status
W Czerwonej księdze gatunków zagrożonych IUCN płaz ten od 2004 roku klasyfikowany jest jako gatunek zagrożony (EN, ang. Endangered).
W miejscu swego występowania określa się go nawet jako gatunek pospolity, ale zasiedla bardzo niewielki, w dodatku pofragmentowany obszar.
Trend liczebności populacji nie jest znany.
Zagrożenia dla tych płazów to głównie rozwój rolnictwa, urbanizacja, a także śmierć na drogach.